# Isodictyophorus
Isodictyophorus  é um gênero botânico da família Lamiaceae

## Espécies
- Isodictyophorus albidus
- Isodictyophorus chevalieri
- Isodictyophorus defoliatus
- Isodictyophorus reticulatus